# آرتور چیلینگاروف
آرتور نیکلای چیلینگاروف (ارمنی: Արթուր Նիկոլայի Չիլինգարով؛ روسی: Артур Николаевич Чилингаров؛ ۲۵ سپتامبر ۱۹۳۹ – ۱ ژوئن ۲۰۲۴) مکتشف قطبی، و سیاست‌مدار اهل ارمنستان-روسیه بود. وی از سال ۱۹۶۳ تا ۲۰۲۴ میلادی مشغول فعالیت بوده است.

## زندگی‌نامه
وی در ۲۵ سپتامبر ۱۹۳۹ در سن پترزبورگ به دنیا آمد و از مدرسه عالی مهندسی دریایی لنینگراد  فارغ‌التحصیل گشت. وی همچنین برندهٔ جوایزی همچون جایزه دولتی اتحاد شوروی، لژیون دونور (شوالیه)، نشان لنین، قهرمان اتحاد شوروی، نشان مسروپ ماشتوتس، نشان آنانیا شیراکاتسی، نشان پرچم سرخ کار، نشان پیش‌کسوت کار، نشان درجه ۳ لیاقت میهن‌پرستی و قهرمان فدراسیون روسیه شده است.. وی در ۱ ژوئن ۲۰۲۴ در سن ۸۴ سالگی در مسکو درگذشت.

## نگارخانه

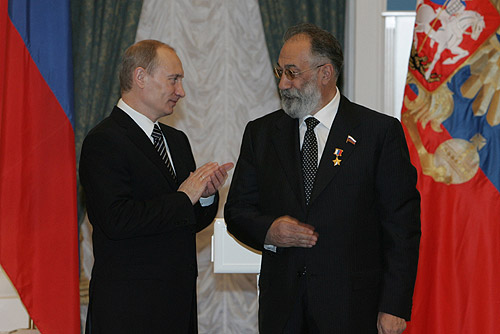
آرتور چیلینگاروف و ولادیمیر پوتین (۲۱ فوریه ۲۰۰۹)